# Filistata balouchi
Espèce
Filistata balouchi est une espèce d'araignées aranéomorphes de la famille des Filistatidae.

## Distribution
Cette espèce est endémique du Sistan-et-Baloutchistan en Iran,. Elle se rencontre vers Sarbaz.

## Description
Le mâle holotype mesure 4,92 mm.

## Étymologie
Son nom d'espèce lui a été donné en référence au lieu de sa découverte, le Baloutchistan.

## Publication originale
- Zamani & Marusik, 2020 : « New species of Filistatidae, Palpimanidae and Scytodidae (Arachnida: Araneae) from southern Iran. » Acta Arachnologica, vol. 69, no 2, p. 121-126 (texte intégral).